# Tatra T7B5
Tatra T7B5 — несерийный трамвайный вагон семейства Tatra, выпускался чешским заводом ЧКД в Праге с 1988 по 1993 год.

## Конструкция
Вагон T7B5 является четырёхосным, высокопольным трамвайным вагоном с односторонним расположением дверей. В отличие от своего предшественника T6B5, в новом вагоне была изменена конструкция дверей и вагонных тележек, улучшен обзор из кабины водителя, также вместо классических для татр педалей ускорения и торможения был применён контроллер. 

Трамвайные вагоны могут эксплуатироваться самостоятельно или в составе из двух или трех единиц, управляемых из головного вагона. Вагон оборудован тиристорно-импульсной системой управления типа TV3.

## Эксплуатация

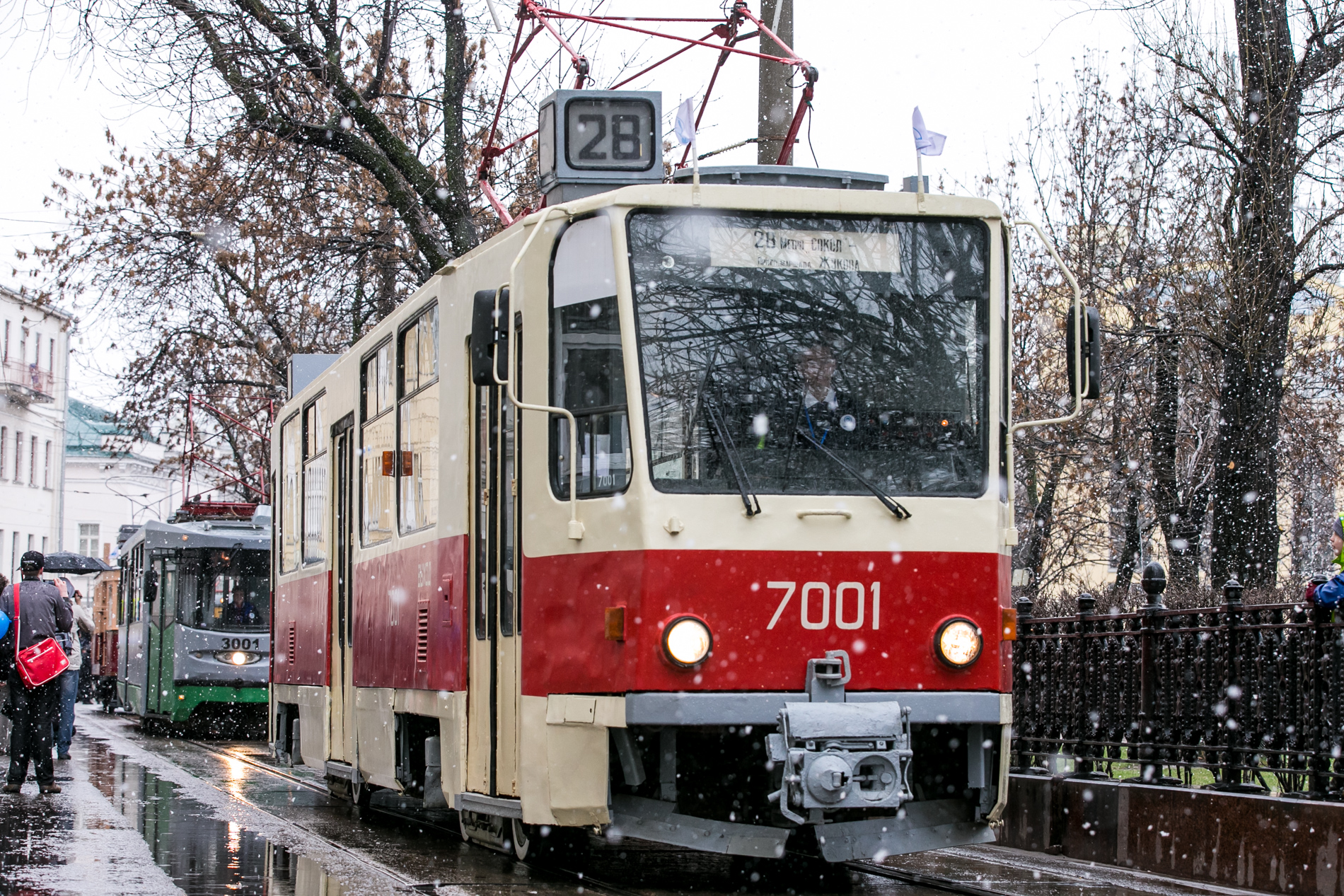
Татра T7B5 на мероприятии «День рождения Московского трамвая» 16 апреля 2016 года

В 1988 году первые два прототипа T7B5 поступили в трамвайное депо Праги. Вагоны получили бортовые номера 0024 и 0025. Вагон 0024 эксплуатировался в Праге, затем в 2002 году был разобран на запчасти. 0025-й был модернизирован в 1991 году и отправлен в Осло, где получил новый бортовой номер 200. В 1995 году вагон начал использоваться для развлекательных целей под номером 321. В 1998 году вагон был отправлен в Гётеборг, где получил бортовой номер 100 и начал эксплуатироваться в качестве служебного вагона.

Два следующих вагона 0026 и 0027 были выпущены в 1989 году, и после испытаний в Праге были отправлены в Москву, где через год получили номера 7001 и 7002, а с 1994 года — номера 3321 и 3322 соответственно. Впоследствии вагон 3321 был передан в музей электротранспорта города Москвы под номером 3326 (позже 7005), а 3322 — был переоборудован в вагон-склад. В 1993 году, в Москву были поставлены ещё четыре вагона (7003—7006), получившие в 1994 году номера 3323—3326. Впоследствии вагоны 3323 и 3325 (они же 7003 и 7005) были перекрашены в оригинальные цвета и переданы в музей электротранспорта города Москвы, а вагон 3323 получил музейный номер 7001.

## В компьютерных играх
В 2017 году командой RusTram была выпущена бета-версия трамвайного  вагона Tatra T7B5 для игры Trainz 12.